# Cegielnia (województwo śląskie)
Cegielnia – wieś w Polsce położona w województwie śląskim, w powiecie częstochowskim, w gminie Mstów.
W latach 1975–1998 miejscowość administracyjnie należała do województwa częstochowskiego.